# Bordeaux-Mérignac Volley
Actualités
BMV, pour Bordeaux-Mérignac Volley est un club de volley créé en 2013 pour incarner le haut niveau féminin en Nouvelle-Aquitaine. Il est né du groupement sportif constitué par les sections féminines des clubs des JSA Bordeaux Volley et du SA Mérignac. Le club évolue en 2013-2014 en Championnat de France de Nationale 2 de volley-ball féminin, il termine premier de son groupe et accède au Championnat de France d'Élite Féminine de volley-ball.
En 2016, le club s'installe au palais des sports de Bordeaux où Les Burdis jouent leur premier match le 13 février 2016.
L'équipe de Bordeaux Mérignac Volley a été entrainée de sa première saison (2013/2014) à la saison 2018/2019 par Jean-René Akono. Pour la saison 2019/2020, c'est Corinne Cardassay qui prend les rênes des Burdis. Guillaume Condamin lui succède en tant que coach pour la saison 2020-2021. Il est assisté d'Anthony Boulfié.
Ancré dans son territoire local et régional, le club BMV défend l'égalité et l'accès au sport pour toutes et tous.

## Résultats sportifs

### Palmarès
- Championnat de France Élite (1) :
  - Champion en 2024 (poule Access).
  - Finaliste en 2023.

- Coupe de France amateur (1) :
  - Vainqueur en 2023.
  - Finaliste en 2024.

- Championnat de Nationale 2 (1) : 
  - Vainqueur en 2014.

## Effectifs

### Saison 2024-2025
| No | Nom               | Date de Naissance | Taille (cm) | Poste                     |
| -- | ----------------- | ----------------- | ----------- | ------------------------- |
| 3  | Katarina Budrak   | 5 février 1998    | 196         | Centrale                  |
| 4  | Anna Janelle      | 4 septembre 1996  | 176         | Réceptionneuse-attaquante |
| 5  | María Noel Ruba   | 27 novembre 1995  | 174         | Réceptionneuse-attaquante |
| 6  | Monika Šalkutė    | 3 mai 1993        | 185         | Pointue                   |
| 7  | Roxane Henrard    | 22 mars 1996      | 178         | Passeuse                  |
| 9  | Sara Romati       | 5 octobre 2002    | 167         | Libero                    |
| 10 | Eva Svobodová     | 6 mai 1997        | 181         | Réceptionneuse-attaquante |
| 11 | Julie Henyo       | 29 mai 2002       | 178         | Pointue                   |
| 12 | Constance Plat    | 2 juillet 1999    | 187         | Centrale                  |
| 14 | Daniela Nielson   | 19 février 1998   | 174         | Réceptionneuse-attaquante |
| 16 | Mathilde Walspeck | 4 mai 1997        | 177         | Passeuse                  |
| 19 | Santita Ebangwese | 18 janvier 1997   | 182         | Centrale                  |

Entraîneur :  Guillaume Condamin

Entraîneurs adjoints :  Alex Mola,  Anthony Boulfié

## Personnalités historiques du club

### Entraîneurs
- / Jean-René Akono (2013–2019)
- Corinne Cardassay (2019–2020)
- Guillaume Condamin (2020–)

### Présidents
- Thierry Drapron (2013–2015)
- Sylvain Morvan (2015–2019)
- Béatrice Knoepfler &  Valérie Pull (2019–)

## Historique du logo

Logo de ? à ?.